# Bartomeu Barceló Oliver
Bartomeu Barceló Oliver és l'actual fiscal en cap del Tribunal Superior de Justícia de Balears, càrrec que ocupa des del juliol del 2002. Fou renovat en el càrrec el 19 de novembre de 2007. Ha estat molt criticat per afavorir els interessos del PP de les Illes Balears.
El 30 d'abril de 2024, el rei d'Espanya, Felip VI, li va concedir la Gran Creu de l'Ordre de Sant Ramon de Penyafort, a proposta del Ministre de la Presidència, Justícia i Relacions amb les Corts espanyol, Félix Bolaños.